# Nationale Bibliotheek van Turkije
De Nationale Bibliotheek van Turkije (Turks: Millî Kütüphane) is de nationale bibliotheek van Turkije in Ankara.
Het gebouw heeft een totale oppervlakte van 39.000 m².